# Carl Waaler Kaas
Carl Waaler Kaas (ur. 28 lipca 1982 w Oslo) – norweski zawodnik biegający na orientację.
Sukcesy Carla Waaler Kaasa na arenie międzynarodowej rozpoczęły się w 2006 podczas Mistrzostw Europy w Biegu na Orientację w Otepää, gdzie zdobył brązowy medal w sztafecie. W 2010 na Mistrzostwa Europy w Primorsku powtórzył sukces sprzed 4 lat, zdobywając brązowy medal w biegu sztafetowym. Z kolei na dystansie średnim podczas Mistrzostw Świata w Biegu na Orientację 2010 w Trondheim po raz pierwszy wywalczył złoty medal w tej randze zawodów, a także zdobył srebrny medal w biegu sztafetowym.
Carl Waaler Kaas mieszka w Oslo, ukończył studia na Norweskim Uniwersytecie Naukowo-Technicznym i jest żonaty. Od 2010 trenuje w klubie Bækkelagets SK, natomiast szybciej trenował w Heming/Njård OL (do 2001), NTNUI (2004-2009) oraz IL Tyrving (2002–2003).